# ダン・バン・ラム
ダン・バン・ラム（鄧文林、ベトナム語：Đặng Văn Lâm / 鄧文林 、「ダン・ヴァン・ラム」とも、ロシア語: Лев Шонович Данг（レフ・ショノヴィッチ・ダン）、1993年8月13日 - ）は、ロシア・モスクワ出身のプロサッカー選手。ポジションはGK。ベトナム代表。
サッカー人気が高い母国ベトナムでは、代表正ゴールキーパーとして国民的人気を誇る。ロシア語、ベトナム語、英語を話せるトライリンガルである。

## 経歴

### 生い立ち
母親はロシア人、父親はベトナム人のロシア系ベトナム人であり、父親とはベトナム語で会話し、母親とはロシア語で会話していた。18歳でベトナムのクラブに渡った際にはベトナム語の語彙力が不足していたため、その頃に読み書きを勉強した。

### クラブ
ロシア・モスクワ出身のバン・ラムはロシアの名門スパルタク・モスクワやディナモ・モスクワのアカデミーで育つ。
その後、父親の母国のホアンアイン・ザライFCでプロ選手としてのキャリアをスタートするが、チームとアジアの文化に馴染めず、ほどなくして追放される形で姉妹クラブであるラオスのホアン・アイン・アッタプーFCに期限付き移籍となる。当時について本人は「(チームに馴染めなかった理由について)当時の僕のベトナム語があまり上手くなかったこと。第二に、僕は一人のロシア人として、外国人然として振舞ってしまったこと。きっとみんな僕のことが気に入らなかったと思います。心の中で「なんだこのロシア野郎は？」と思ったことでしょう。」「ロシアでは指導陣との距離も近くて、何か不満があれば直接意見を言うこともできます。指導陣も選手の話に耳を傾けて、一緒に解決策を探してくれます。でも、アジアでは違います。指導陣はいつも正しい存在で、そこに議論の余地はありません。年齢が高いほど博識とされて、目上の人と向き合うときは目線を下げないといけません。以前の僕は、そんなこと知りませんでしたから、指導陣にも思ったことをそのまま言っていたんです。時には言い争いになることもありました。ベトナムでは、そのような態度は傲慢と見做されます」と話した。
その後は生まれ故郷であるモスクワのアマチュアチームのドゥスラル・モスクワに移籍。
2014年、ロシア4部リーグのロジナ・モスクワに移籍する。
2015年にベトナムに戻ってハイフォンFCに加入し、2016年から正GKに定着する。
2019年2月7日、移籍金45万ユーロ（当時のレートで約5700万円）の3年契約でタイ・リーグ1のムアントン・ユナイテッドFCに移籍。
2021年1月30日、J1リーグのセレッソ大阪に移籍した。J1史上初めてのベトナム人選手となった。8月に日本の運転免許試験に合格して運転免許証を取得した。ACLと天皇杯の各1試合ずつに出場、天皇杯の試合はYouTube中継され、サッカーが国民的人気となっているベトナムのファンから大量の応援メッセージがあふれ母国での人気ぶりを日本のファンに示す格好となった。同年9月13日の練習中に負傷し検査した結果、左肩関節脱臼（全治4ヶ月）と診断され、その後10月8日付けで選手登録を抹消された。
2022年シーズンより再び選手登録された。ベトナム代表に招集され3月29日の日本代表戦で公式戦に復帰した。
2022年8月16日、ベトナム1部・トッペンランド・ビンディンFCへの完全移籍が発表された。

### 代表
2017年6月、ホーチミン市で開催されたAFCアジアカップ2019予選のヨルダン代表戦で代表戦初出場を果たし、無失点に抑えた。2018 AFFスズキカップでは優勝を果たし、バン・ラム自身もベストイレブンに選出された。AFCアジアカップ2019ではベスト16で再びヨルダン代表と対戦し、PK戦でシュート1本をセーブするなど準々決勝進出に貢献した。

## 個人成績
| 国内大会個人成績 | 国内大会個人成績 | 国内大会個人成績 | 国内大会個人成績 | 国内大会個人成績 | 国内大会個人成績 | 国内大会個人成績 | 国内大会個人成績 | 国内大会個人成績 | 国内大会個人成績 | 国内大会個人成績 | 国内大会個人成績 |
| 年度             | クラブ           | 背番号           | リーグ           | リーグ戦         | リーグ戦         | リーグ杯         | リーグ杯         | オープン杯       | オープン杯       | 期間通算         | 期間通算         |
| 年度             | クラブ           | 背番号           | リーグ           | 出場             | 得点             | 出場             | 得点             | 出場             | 得点             | 出場             | 得点             |
| 日本             | 日本             | 日本             | 日本             | リーグ戦         | リーグ戦         | リーグ杯         | リーグ杯         | 天皇杯           | 天皇杯           | 期間通算         | 期間通算         |
| ---------------- | ---------------- | ---------------- | ---------------- | ---------------- | ---------------- | ---------------- | ---------------- | ---------------- | ---------------- | ---------------- | ---------------- |
| 2021             | C大阪            | 1                | J1               | 0                | 0                | 0                | 0                | 1                | 0                | 1                | 0                |
| 通算             | 日本             | 日本             | J1               | 0                | 0                | 0                | 0                | 1                | 0                | 1                | 0                |
| 総通算           | 総通算           | 総通算           | 総通算           | 0                | 0                | 0                | 0                | 1                | 0                | 1                | 0                |

## 代表歴

### 試合数
- 国際Aマッチ 42試合 0得点（2017年-）[13]

| ベトナム代表 | 国際Aマッチ | 国際Aマッチ |
| 年           | 出場        | 得点        |
| ------------ | ----------- | ----------- |
| 2017         | 2           | 0           |
| 2018         | 9           | 0           |
| 2019         | 12          | 0           |
| 2020         | 0           | 0           |
| 2021         | 1           | 0           |
| 2022         | 7           | 0           |
| 2023         | 11          | 0           |
| 2024         |             |             |
| 通算         | 42          | 0           |